# Tiên Nữ (chòm sao)
Chòm sao Tiên Nữ (tiếng Latinh: Andromeda) là một trong 48 chòm sao được nhà thiên văn Hy Lạp-La Mã Claudius Ptolemaeus ghi nhận vào thế kỷ thứ 2 và hiện là một trong 88 chòm sao hiện đại. Nằm trên bầu trời bán cầu bắc, chòm sao này được đặt tên theo Andromeda, con gái của Cassiopeia trong thần thoại Hy Lạp, người bị xích vào đá để làm mồi cho quái vật biển Cetus. Chòm sao Tiên Nữ xuất hiện rõ ràng nhất vào những buổi tối mùa thu ở Bán cầu Bắc, cùng với các chòm sao khác liên quan đến thần thoại Perseus. Do có độ lệch bắc cao, Tiên Nữ chỉ có thể quan sát được từ vĩ độ 40° nam trở lên. Ở các khu vực xa hơn về phía nam, chòm sao này luôn nằm dưới đường chân trời. Tiên Nữ là một trong những chòm sao lớn nhất trên bầu trời, với diện tích 722 độ vuông. Diện tích này lớn hơn Mặt Trăng tròn 1.400 lần, chiếm 55% kích thước của chòm sao lớn nhất là Trường Xà và gấp hơn 10 lần chòm sao nhỏ nhất là Nam Thập Tự.
Ngôi sao sáng nhất trong chòm sao, Alpha Andromedae, là một sao đôi và đồng thời cũng được tính là một phần của chòm sao Phi Mã. Ngôi sao Gamma Andromedae nổi bật với màu sắc rực rỡ và là mục tiêu yêu thích của các nhà thiên văn nghiệp dư. Gần như sáng ngang với Alpha, ngôi sao Beta Andromedae là một sao khổng lồ đỏ có màu sắc dễ dàng quan sát bằng mắt thường. Điểm nhấn lớn nhất trong chòm sao là Thiên hà Tiên Nữ (M31, còn được gọi là Đại Thiên hà Tiên Nữ), thiên hà xoắn ốc gần nhất với Dải Ngân Hà và là một trong những thiên thể sáng nhất trong danh mục Messier. Bên cạnh đó, chòm sao Andromeda còn chứa nhiều thiên hà mờ nhạt hơn, bao gồm các vệ tinh của M31 như M110 và M32, cũng như thiên hà xa hơn là NGC 891. Tinh vân Tuyết Xanh (NGC 7662), một tinh vân hành tinh, có thể được nhìn thấy qua kính thiên văn như một đốm sáng tròn màu xanh lam.
Trong thiên văn học Trung Quốc, các ngôi sao tạo thành chòm sao Tiên Nữ thuộc về bốn chòm sao khác nhau, mỗi chòm sao đều mang ý nghĩa chiêm tinh và thần thoại. Một chòm sao tương tự liên quan đến chòm sao Tiên Nữ cũng tồn tại trong thần thoại Ấn Độ. Tiên Nữ cũng là vị trí của điểm phát biểu kiến của trận mưa sao băng yếu Andromedids, xảy ra vào tháng 11 hàng năm.

## Lịch sử và thần thoại

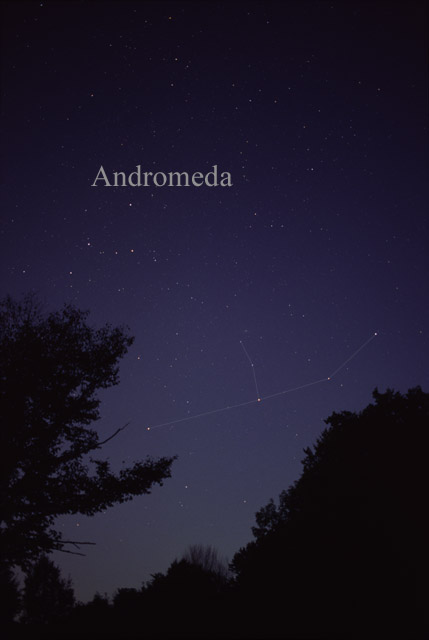
Vị trí chòm sao Tiên Nữ trên bầu trời (đường thẳng được thêm vào để chỉ rõ).

Theo thần thoại Hy Lạp, Tiên Nữ Andromeda là con gái của Tiên Vương Cepheus (vua xứ Ethiopia) và Tiên Hậu Cassiopeia (hoàng hậu xứ này). Nàng bị vua cha dâng cho thủy quái đang tàn phá đất nước để cứu xứ sở này và bị thủy quái xích lại. Cuối cùng nàng được Anh Tiên Perseus cứu thoát.
Nếu các ngôi sao mờ hơn, nhưng vẫn nhìn được bằng mắt thường trong chòm sao này được tính đến thì chòm sao này trông có dạng như một người que giới nữ, với vành đai nổi bật (giống như chòm sao Lạp Hộ, hay Orion), và trong tay có một cái gì đó có dạng dài gắn vào, tạo ra hình ảnh của một nữ chiến binh cầm kiếm. Chòm sao này cùng với các chòm sao khác trong hoàng đạo như Bạch Dương, một phần của Song Ngư và Pleiades, có thể là nguyên bản của thần thoại về đai lưng của Hippolyte, là một phần trong Mười hai kỳ công của Hercules.
Ngoài ra, bằng cách thêm cả những ngôi sao mờ, mà mắt thường có thể nhìn thấy, thì hình ảnh cũng có thể tưởng tượng như là một thiếu nữ bị giam giữ bởi dây xích, và Andromeda trông có vẻ như đang muốn thoát ra. Cùng với các chòm sao khác bên cạnh (Tiên Vương, Anh Tiên, Tiên Hậu, và có thể là cả Phi Mã, và chòm sao Kình Ngư phía dưới Tiên Nữ, có thể là nguồn gốc của thần thoại về Sự khoe khoang của Cassiopeia, mà nó được nhận ra cùng với thần thoại này.

## Các đặc điểm nổi bật

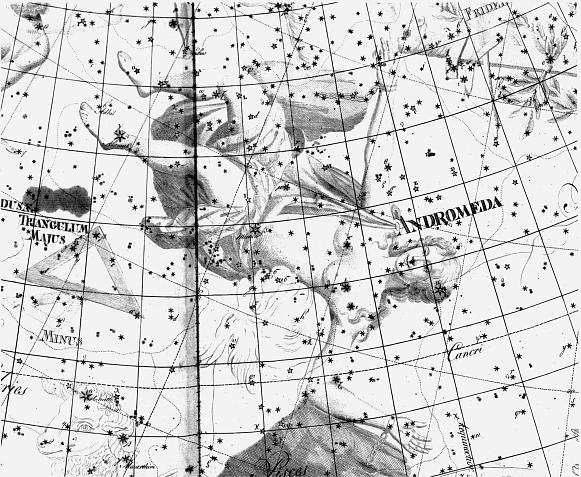
Hình dung của người xưa về chòm sao Tiên Nữ

### Mưa sao băng

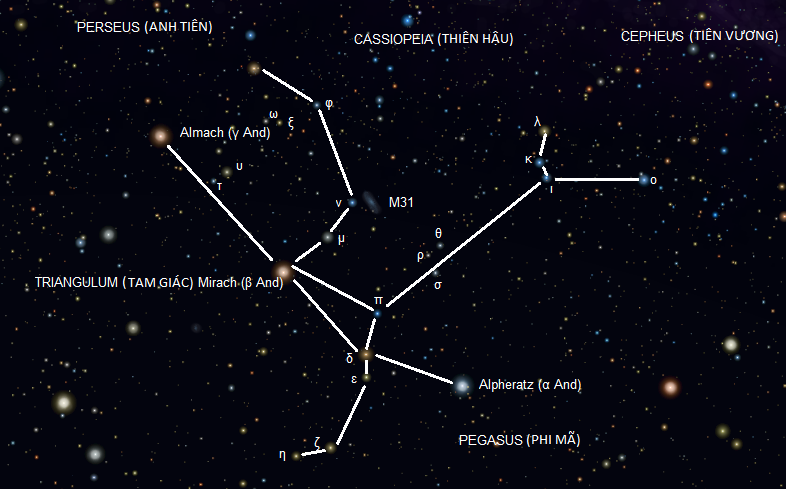
Vị trí các sao chính trong chòm sao Tiên Nữ

Ngôi sao sáng nhất trong chòm sao Tiên Nữ là α Andromedae, còn gọi là Alpheratz hay Sirrah, cùng với các sao α, β, và λ Pegasi tạo ra một mảng sao gọi là Hình vuông Lớn của Phi Mã. Ngôi sao này đã từng được coi là một phần của Pegasus, được xác nhận bởi tên gọi của nó, "phần trung tâm của con ngựa".
β Andromedae được gọi là Mirach, hay "cái đai lưng". Nó cách xa Trái Đất 88 năm ánh sáng và có độ sáng biểu kiến 2,1.
γ Andromedae, hay Almach, được tìm thấy ở đuôi phía nam của chữ "A" lớn. Nó là sao đa hợp đẹp với các màu tương phản.
υ Andromedae có hệ hành tinh với 3 hành tinh, với khối lượng gấp 0,71, 2,11 và 4,61 lần khối lượng của Mộc Tinh.
Chòm sao này có thể quan sát thấy bằng mắt thường.
Thiên hà Tiên Nữ, ký hiệu M 31 là một trong những thiên thể nổi bật trong chòm sao Tiên Nữ. Trong danh sách thiên thể Messier, thiên hà Tiên Nữ lúc đầu được coi là một vân tinh trong Ngân Hà. Đây là thiên thể xa nhất có thể nhìn thấy bằng mắt thường. Nó là một thiên hà xoắn ốc giống như dải Ngân Hà. Để tìm thiên hà này, cần vẽ một đường nối giữa β và μ Andromedae, và kéo dài đường này một khoảng tương tự về phía μ.